# Hans Bastian II. von Zehmen

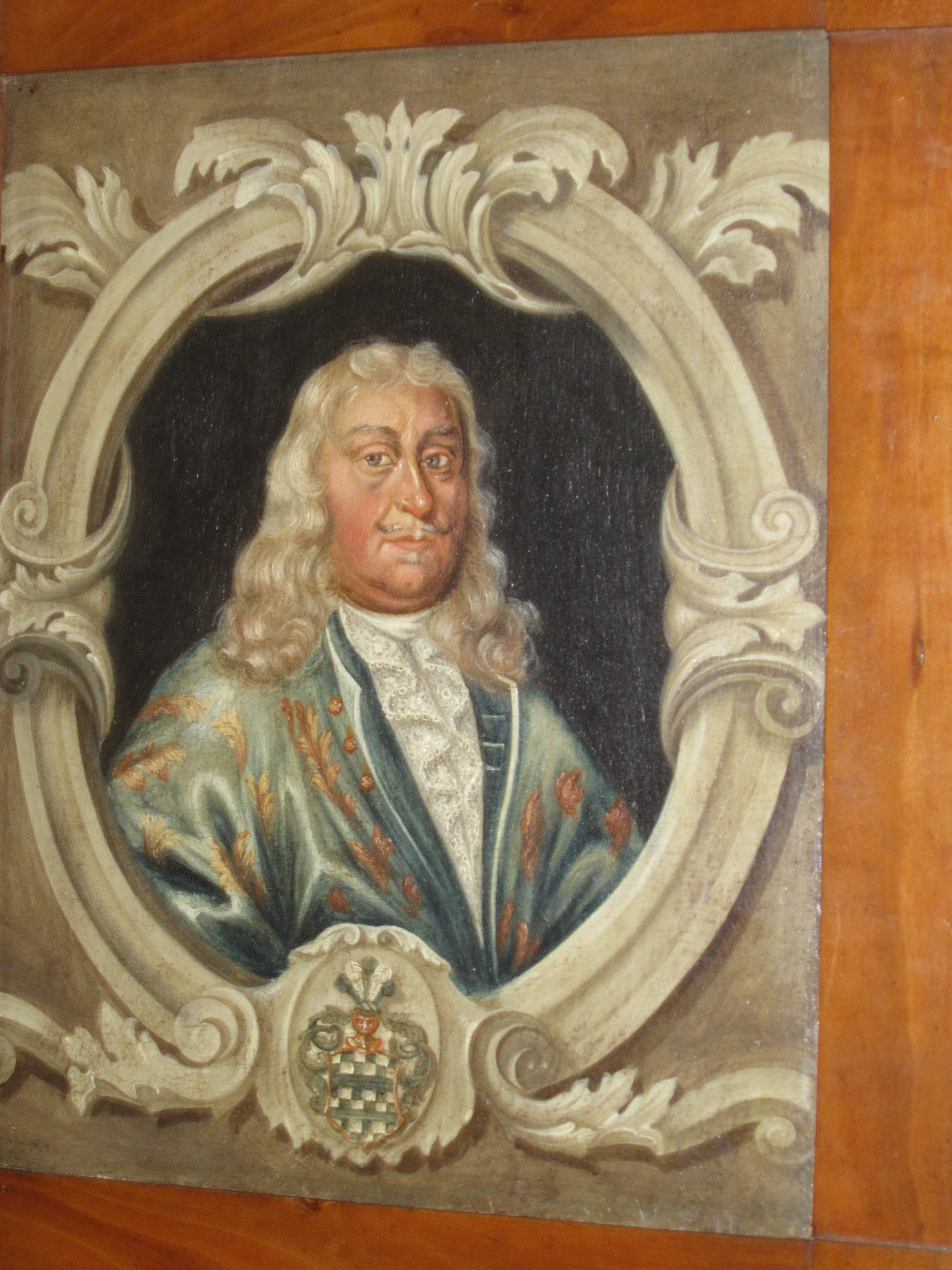
Bild Hans Bastian II von Zehmen

Hans Bastian II. von Zehmen (* 24. März 1629 auf Rittergut Neumühl; † 8. April 1702 auf Rittergut Markersdorf, Berga/Elster) war ein sächsisch-naumburgischer Hof-, Justiz- und Geheimer Rat sowie Deputierter auf kursächsischen Landtagen in Dresden und Direktor des Weiteren Ausschusses.

## Leben und Wirken
Er studierte ab 1647 Jura an der Universität Jena, seine juristische Dissertation wurde 1654 in Jena veröffentlicht. Am 24. August 1657 wurde er Hof- und Justizrat von Herzog Moritz zu Sachsen-Zeitz in Naumburg. Im selben Jahr entsandte das Amt Weida im Neustädtischen Kreis Hans-Bastian von Zehmen als Deputierten auf dem Dresdner Landtag, wo er sich der Allgemeinen Ritterschaft vorstellte. Von 1661 bis 1666 vertrat er Herzog Moritz, den Statthalter der Ballei Thüringen auf Lebenszeit, im Engeren Ausschuss auf den Kursächsischen Landständeversammlungen und den Ausschusstagen. Am 1. Januar 1662 wurde er Obersteuereinnehmer des Leipziger Kreises und am 2. April zum Hofmeister bei der Herzogin Dorothea Maria von Sachsen-Weimar berufen, auch wurde er im selben Jahr in den Palm-Orden der Fruchtbringenden Gesellschaft als der „Hochberühmte“ aufgenommen. 1671/1672 war Hans-Bastian v.Z. als Inhaber einer Minor-Präbende des Erzstifts Magdeburg Domherr im dortigen Domkapitel in der Regierungszeit des Administrators Herzog August von Sachsen-Weißenfels. Bereits am 28. Oktober 1666 bekam er außerdem den Posten des herzoglichen Hofmeisters in Naumburg/Zeitz. Die Stelle als Appellationsrat am herzoglichen Hof lehnte Hans Bastian jedoch ab. Ab dem 12. März 1671 war er Hauptmann des Neustädtischen Kreises und bezog am 26. Mai die Osterburg zu Weida. Beide Ämter hatte er bis 1686 inne, um sich danach auf sein Gut Markersdorf zurückzuziehen. Während seiner Tätigkeit in Weida hatte er auch engeren Kontakt zum Graf Heinrich I Reuß zu Obergreiz ältere Linie, Vater von Heinrich VI. Als August der Starke vom 18. November 1694 bis zum 31. März 1695 seinen ersten Landtag abhielt, fungierte Zehmen als Direktor der Weiteren Ausschusses. Diese Funktion hatte er auch auf dem Ausschusstag 1696 inne. 1699 wird er als Kurfürstl. Sächs. Naumburg. Geheimer Rat und 1702 als Kgl. Poln. Sächs. Geheimer Rat erwähnt. Er rief die „Fabian-Sebastian-Stiftung“ für Bedürftige ins Leben, aus deren Zinsen bis 1945 sozial Schwache eine Zuwendung erhielten. Ferner stiftete er auf eigene Kosten 1657 den Bau der Kirche in Clodra, dem Ort, wo er unter anderem seiner Kindheit verbracht hatte. Des Weiteren legte er in seinem Testament ein Legat für die Geistlichen und Armen in seinem erworbenen Rittergut Silbitz fest.

## Familie
Hans Bastian II. von Zehmen stammte aus dem meißnisch-sächsischen Geschlecht der von Zehmen mit dem gleichnamigen Stammhaus Zehmen, nördlich von Böhlen in Sachsen. Sein Vater war Hans Bastian I. von Zehmen (1598–1638), Oberst des Leibregiments, der 1635 das Kommando über drei Regimenter erhielt und 1636 Kommandant von Magdeburg wurde. Seine Mutter war Maria Salome von Bottfeld (1600–1670). Er hatte mehrere Geschwister, unter anderem Katharine Sophie, August und Helene Dorothea. Verheiratet war Hans Bastian II. mit Magdalene Schicke (1648–1685/gestorben an den Blattern), vermählt am 24. November 1663 zu Quetz. Am 18. Mai 1686 heiratete er Elisabeth Eleonore Schlegel (1656–1726). Insgesamt hatte er 9 Kinder, unter anderem Johanne Marie, Mölbis, Hans Georg, Geheimer Rat in Dresden, Eleonore Sophie und Elisabeth Christiane, beide begraben in Clodra, Johanne Marie, Hans Bastian III. von Zehmen (1691–1763), Hof-, Justiz- und Appellations-Rat sowie Moritz Christoph von Zehmen (1693–1765), Kammerherr und Deputierter auf 9 Landtagen.